# ایمان امیدواری
ایمان امیدواری چهره‌پرداز سینما و اهل کشور ایران است. وی به خاطر چهره‌پردازی فیلم زیر سقف دودی، برندهٔ سیمرغ بلورین بهترین چهره‌پردازی از سی و پنجمین جشنواره فیلم فجر شد. همچنین برنده سیمرغ بلورین بهترین چهره پردازی برای فیلم شبی که ماه کامل شد از سی و هفتمین جشنواره فیلم فجر شد. همچنین برنده سیمرغ بلورین بهترین چهره پردازی برای فیلم ابلق از سی و نهمین جشنواره فیلم فجر شد.
او همچنین برندهٔ تندیس بهترین چهره‌پردازی برای فیلم «شبی که ماه کامل شد» در بیست و یکمین جشن سینمای ایران (۱۳۹۸) شد.

## فیلم‌شناسی

### طراح چهره‌پردازی
- ابلق (۱۳۹۹)
- آتابای (۱۳۹۸)
- بی سر (۱۳۹۸)
- خط استوا (۱۳۹۸)
- دوزیست (۱۳۹۸)
- روشن (۱۳۹۸)
- سه کام حبس (۱۳۹۸)
- آشفته گی (۱۳۹۷)
- به وقت خماری (۱۳۹۷)
- سرخ‌پوست (۱۳۹۷)
- شبی که ماه کامل شد (۱۳۹۷)
- کلمبوس (۱۳۹۷)
- متری شش و نیم (۱۳۹۷)
- مردی بدون سایه (۱۳۹۷)
- مسخره باز (۱۳۹۷)
- امیر (۱۳۹۶)
- شاه کش (۱۳۹۶)
- عرق سرد (۱۳۹۶)
- مغزهای کوچک زنگ زده (۱۳۹۶)
- هزارپا (۱۳۹۶)
- اکسیدان (۱۳۹۵)
- پدیده (۱۳۹۵)
- تابستان داغ (۱۳۹۵)
- خفه‌گی (۱۳۹۵)
- زیر سقف دودی (۱۳۹۵)
- سه بیگانه (۱۳۹۵)
- قاتل اهلی (۱۳۹۵)
- هجوم (۱۳۹۵)
- آبنبات چوبی (۱۳۹۴)
- بادیگارد (۱۳۹۴)
- پل خواب (۱۳۹۴)
- چهارشنبه (۱۳۹۴)
- خشکسالی و دروغ (۱۳۹۴)
- زاپاس (۱۳۹۴)
- لاک قرمز (۱۳۹۴)
- هفت ماهگی (۱۳۹۴)
- اسب سفید پادشاه (۱۳۹۳)
- جامه دران (۱۳۹۳)
- کوچه بی‌نام (۱۳۹۳)
- یحیی سکوت نکرد (۱۳۹۳)
- آتیش بازی (۱۳۹۲)
- خواب زده‌ها (۱۳۹۲)
- سایه روشن (۱۳۹۲)
- ناخواسته (۱۳۹۲)
- انتهای خیابان هشتم (۱۳۹۰)
- بی خداحافظی (۱۳۹۰)
- تجریش ناتمام (۱۳۹۰)
- خوابم می آد (۱۳۹۰)
- اخراجیها ۳ (۱۳۸۹)
- اخلاقتو خوب کن (۱۳۸۹)
- برف روی شیروانی داغ (۱۳۸۹)
- پایان‌نامه (۱۳۸۹)
- پرستوهای عاشق (۱۳۸۹)
- سه درجه تب (۱۳۸۹)
- شش و بش (۱۳۸۹)
- دموکراسی تو روز روشن (۱۳۸۸)
- یک جیب پر پول (۱۳۸۸)
- اخراجیها ۲ (۱۳۸۷)
- پسر تهرونی (۱۳۸۷)
- زندگی شیرین (۱۳۸۷)
- یک اشتباه کوچولو (۱۳۸۷)
- دایره زنگی (۱۳۸۶)
- خواستگار محترم (۱۳۸۵)
- زمان می‌ایستد (۱۳۸۴)